# Henry Minett
Henry Minett, ameriški pomorski častnik, * 7. maj 1857, † 20. december 1952.
Minett je bil kapitan Vojne mornarice ZDA in začasni guverner Ameriške Samoe med 16. decembrom 1902 in 5. majem 1903.
Leta 1880 so po njem poimenovali otok Minett Islet.